# Nguyễn Tri Thức
Nguyễn Tri Thức (sinh ngày 16 tháng 9 năm 1973) là một bác sĩ, chính trị gia, thầy thuốc ưu tú người Việt Nam. Ông là Thứ trưởng Bộ Y tế Việt Nam, Đại biểu Quốc hội Việt Nam khóa XV, nhiệm kì 2021–2026, thuộc đoàn Đại biểu Quốc hội Thành phố Hồ Chí Minh, Bí thư Đảng ủy, Giám đốc Bệnh viện Chợ Rẫy, kiêm Phó Bí thư Đảng ủy khối cơ sở Bộ Y tế, Phó Trưởng khoa Y của Trường Đại học Nguyễn Tất Thành.

## Đầu đời
Nguyễn Tri Thức sinh ngày 16 tháng 9 năm 1973 ở Cát Tân, Phù Cát, Bình Định.

## Sự nghiệp
Tốt nghiệp bác sĩ đa khoa ở Trung tâm Đào tạo & Bồi dưỡng cán bộ Y tế TP. Hồ Chí Minh (nay là trường Đại học Y khoa Phạm Ngọc Thạch). Tháng 8 năm 2000, Nguyễn Tri Thức làm việc ở khoa Nội tim mạch thuộc Bệnh viện Chợ Rẫy. Năm 2006, ông được kết nạp vào Đảng Cộng sản Việt Nam và kiêm nhiệm chức Bí thư Đoàn Thanh niên Cộng sản Hồ Chí Minh Bệnh viện Chợ Rẫy cho đến năm 2012. Cuối năm 2011, Thức được bổ nhiệm làm Phó khoa Nội tim mạch của bệnh viện. Năm 2014, ông được bầu làm Phó Trưởng phòng Tổ chức cán bộ Bệnh viện Chợ Rẫy. Một năm sau đó, Nguyễn Tri Thức lần lượt kiêm nhiệm các chức vụ Phó Giám đốc Trung tâm Tim mạch, Phó Trưởng phòng Tổ chức cán bộ Bệnh viện Chợ Rẫy và Tổng Giám đốc Bệnh viện Chợ Rẫy Phnôm Pênh.
Tháng 3 năm 2017, Nguyễn Tri Thức đảm nhận vị trí Trưởng khoa Điều trị Rối loạn nhịp tim thuộc Trung tâm Tim mạch Bệnh viện Chợ Rẫy. Đến tháng 6 năm 2019, ông được bổ nhiệm làm Phó Giám đốc Bệnh viện Chợ Rẫy. Ngày 11 tháng 10 cùng năm, ông được bầu làm giám đốc kiêm Bí thư Đảng ủy bệnh viện, thay lãnh đạo tạm quyền là Nguyễn Văn Khôi đã về hưu. Giữa năm 2020, ông được bầu vào Đảng ủy khối cơ sở Bộ Y tế, giữ chức Phó Bí thư. Trong cuộc bầu cử Quốc hội Việt Nam khóa XV, Thức trúng cử Đại biểu Quốc hội với số phiếu 73,32%.
Tháng 10 năm 2021, Nguyễn Tri Thức được bổ nhiệm làm Phó Trưởng khoa Y của Trường Đại học Nguyễn Tất Thành.
Vào ngày 29 tháng 6 năm 2024, ông được bổ nhiệm giữ chức vụ Thứ trưởng Bộ Y tế Việt Nam.

## Vinh danh
Nguyễn Tri Thức từng được chọn làm một trong 10 gương mặt trẻ tiêu biểu Việt Nam năm 2007, thầy thuốc trẻ tiêu biểu toàn quốc năm 2008. Năm 2017, ông được trao tặng danh hiệu Thầy thuốc ưu tú.

## Đời tư
Nguyễn Tri Thức có vợ là Huỳnh Phan Phúc Linh, bác sĩ Khoa Nội cơ xương khớp bệnh viện Chợ Rẫy. Họ có với nhau hai con, một gái, một trai.